# Rotkäppchen (film, 1954)
Pour plus de détails, voir Fiche technique et Distribution.
Rotkäppchen est un film allemand réalisé par Walter Janssen sorti en 1954.
Il s'agit d'une adaptation du conte Le Petit Chaperon rouge (Rotkäppchen en allemand) par les frères Grimm.

## Synopsis
Depuis qu'une petite fille a reçu un chapeau rouge de la grand-mère, que l'enfant aime à porter, on l'appelle partout seulement « Petit Chaperon Rouge ». Le petit chaperon rouge vit avec sa mère et ses cinq frères dans un chalet au bord de la forêt. Depuis la mort du père, les frères travaillent comme bûcherons pour prendre soin de la famille. La petite fille aide la mère autant que possible dans le ménage. Lorsque la grand-mère du Petit Chaperon Rouge est gravement malade, la mère doit s'occuper d'elle pendant que la fille fait le travail à la maison et prépare aussi la nourriture pour ses cinq frères.
Après le retour de la mère, elle dit au Petit Chaperon Rouge que la grand-mère souhaite que sa petite-fille lui rende visite. Mère et fille font un gâteau que le petit chaperon rouge veut amener à sa grand-mère, pendant que ses frères vont pêcher. Comme il reste de la pâte, le Petit Chaperon Rouge a l'idée de faire un petit gâteau pour chaque frère. Le lendemain matin, le petit chaperon rouge va sur le chemin vers sa grand-mère avec un panier dans lequel elle a rangé le gâteau fait maison et une bouteille de vin. Ses frères lui tiennent compagnie jusqu'à ce qu'ils arrivent à l'endroit où ils doivent travailler.
Sur le chemin, l'enfant rencontre le méchant loup et accepte une conversation avec lui, à la demande il dit au loup le chemin de la grand-mère. Le petit chaperon rouge suit sa suggestion de cueillir des fleurs pour sa grand-mère. Bien que la mère lui ait strictement interdit de dévier du chemin, elle part chercher des fleurs encore plus belles. Le loup va chez la grand-mère et dévore la vieille femme avec la peau et les cheveux. Quand le petit chaperon rouge a ramassé autant de fleurs qu'elle peut à peine les porter, elle revient sur le chemin de sa grand-mère.
Quand le petit chaperon rouge pénètre dans la pièce, elle demande avec étonnement pourquoi sa grand-mère a ces oreilles, ces yeux, ces mains et cette bouche. Et le loup lui réponde : « Pour que je puisse mieux te manger » et il dévore la petite fille.
Après le travail, les cinq frères attendent en vain le Petit Chaperon Rouge. Les enfants voulaient faire le reste du trajet ensemble. Quand ils hèlent la fille, ils rencontrent le chasseur qui est après le loup. Les frères lui disent qu'ils se soucient de leur sœur. Le chasseur propose d'aller ensemble chez la grand-mère. Là, ils voient le loup ronfler dans son lit. Il porte le bonnet de nuit de sa grand-mère. Le chasseur coupe le ventre et, à leur grande joie, ils aperçoivent le petit chaperon rouge et la grand-mère, tous deux indemnes. Le chasseur demande aux frères d'aller chercher des pierres lourdes, avec lequel il remplit le ventre du loup, et le recoud de nouveau. Le loup se réveille et sort plaintivement, puis meurt à cause des nombreux pierres dans son estomac. Tout le monde est content que le méchant soit mort.
Le petit chaperon rouge et ses frères retournent chez leur mère. Ils ne disent pas à leur mère l'aventure qu'ils ont vécue. Quand elle leur demande comment va la grand-mère, les enfants disent qu'elle se sent beaucoup mieux. Puis la mère dit: « Alors, vous pouvez tous lui rendre visite ensemble dimanche prochain. Elle n'a pas vu les garçons depuis longtemps. » Embarrassés, les enfants se sourient.

## Fiche technique
- Titre : Rotkäppchen
- Réalisation : Walter Janssen
- Scénario : Konrad Lustig (de)
- Musique : Giuseppe Becce
- Photographie : Wolf Schwan (de)
- Production : Hubert Schonger
- Sociétés de production : Schongerfilm
- Société de distribution : Jugendfilm-Verleih
- Pays d'origine :  Allemagne de l'Ouest
- Langue : allemand
- Format : Couleur - 1,33:1 - Mono - 35 mm
- Genre : Comédie
- Durée : 46 minutes
- Dates de sortie :
  -  Allemagne de l'Ouest : 10 octobre 1954.

## Distribution
- Maren-Inken Bielenberg (de) : Le Petit Chaperon rouge
- Elinor von Wallerstein (de) : La mère
- Ellen Frank : La grand-mère
- Wolfgang Eichberger : Le chasseur
- Les frères du Petit Chaperon rouge :
  - Peter Lehmann : Bammel
  - Michael Beutner : Bommel
  - Rudolf Gerhofer : Bummel
  - Götz Wolf : Flock
  - Helge Lehmann : Flick

## Source de la traduction
- (de) Cet article est partiellement ou en totalité issu de l’article de Wikipédia en allemand intitulé « Rotkäppchen (1954) » (voir la liste des auteurs).